# 지긴 람
지긴 안드레아스 람(독일어: Zhi-Gin Andreas Lam, 1991년 6월 4일~), 또는 람지긴(광둥어: 林志堅 Lam4 Zi3 Gin1, 중국어: 林志堅, 병음: Lín Zhìjiān 린즈젠[*], 한자음: 림지견, 광둥어 발음: [lɐm˨˩ tɕiː˧ kiːn˥˧])은 독일의 축구 선수로 포지션은 풀백, 미드필더이다. 홍콩계 독일인으로 현재 오베를리가 함부르크의 TuS 다센도르프에서 활동하고 있다.

## 어린 시절
지긴 람은 1991년 6월 4일 독일 함부르크에서 1980년대에 영국령 홍콩에서 서독으로 이민을 간 홍콩계 독일인 아버지와 독일인 어머니 사이에서 태어났다. 람에게는 3명의 누나가 있으며 그는 가족들과 함께 홍콩 성서이에서 종종 여름 휴가를 보내며 그곳에서 축구를 배웠다.

## 구단 경력

### 함부르거 SV
람은 2005년 함부르거 SV 유소년팀에 입단했고 2010년 함부르거 SV II로 승격해 로돌포 카르도소 감독 아래에서 축구를 배웠다. 그는 2011년 9월 19일 미하엘 외닝이 경질된 이후 카르도소가 함부르거 SV의 감독대행으로 임명되면서 함부르거 1군으로 승격해 2011년 9월 23일 함부르거가 VfB 슈투트가르트에 2대 1로 승리한 경기에서 분데스리가 데뷔전을 가졌다.
2013년 9월 14일 람은 함부르거와 보루시아 도르트문트 사이의 분데스리가 경기에서 26분 함부르거 소속으로 첫 번째 득점을 기록했지만 함부르거는 도르트문트에 6대 2로 패배했다.

### SpVgg 그로이터 퓌르트
2014년 6월 5일 람은 함부르거에서 2. 분데스리가의 SpVgg 그로이터 퓌르트로 이적했고 그로이터 퓌르트와 2017년까지 유효한 계약을 체결했다.

### 킷치 SC
2016년 7월 2일 람은 그로이터 퓌르트에서 홍콩 프리미어리그의 킷치 SC로 이적했다. 홍콩 프리미어리그 2017-18시즌이 끝나고 그는 독일에서 선수 생활을 재개하기 위해 킷치와의 계약 연장을 거부했다.

### R&F
람은 2018년 8월 9일 킷치에서 R&F로 이적했다. 그는 R&F 소속으로 리그에서 29경기에 출전해 7득점을 기록했고 R&F가 다음 시즌에 홍콩 프리미어리그 출전을 포기하기로 결정한 후 2020년 10월 14일 구단을 떠났다.

### TuS 다센도르프
2021년 1월 29일, 람은 오베를리가 함부르크의 TuS 다센도르프로 이적했고 다센도르프와 2024년까지 유효한 계약을 체결했다.

## 수상 내역
킷치 SC
- 홍콩 프리미어리그: 2016-17, 2017-18
- 홍콩 시니어 챌린지 실드: 2016-17
- 홍콩 FA컵: 2016-17, 2017-18
- 홍콩 새플링컵: 2017-18